# Ipiranga do Piauí
Ipiranga do Piauí é um município brasileiro do estado do Piauí. Sua população, conforme estimativas do IBGE de 2018, era de 9 782 habitantes.

## História
Na época do surgimento da localidade Buriti, antigo nome do município de Ipiranga do Piauí, a exploração da mandioca era um grande negócio. Muitos comerciantes de origem italiana vieram do Ceará e fixaram residência no local. A maniçoba tinha mercado garantido e preços elevados, o que fez a população prosperar. Em 1946, houve a queda no comércio da maniçoba.
Com a falência dos comerciantes, a lavoura foi a solução de subsistência para a população. A vegetação local é predominantemente de caatinga arbórea e campo cerrado, com clima tropical semiárido e período seco variando entre sete e oito meses. O forte, atualmente, na cidade é o comércio de doces. A fabricação de doces artesanais é incentivada e a comercialização é facilitada dentro e fora do Estado.
O território formador do município de Ipiranga do Piauí foi desmembrado de Oeiras, através da lei Estadual n° 2.061 de 7 de dezembro de 1960, e instalado solenemente aos 15 dias do mês de dezembro de 1962.

## Geografia
Localiza-se na microrregião de Picos, mesorregião do Sudeste Piauiense. O município tem 9.326 Habitantes  Foi criado em 1960.

## Clima
Uma agradável surpresa é o clima de Ipiranga. Embora durante o dia possa fazer bastante calor, à noite a brisa refrescante torna a temperatura amena, o que faz a cidade ser procurada por alguns, de outras regiões do Estado, para fugir do calor característico da região.